# Рубель (агрогородок)
Рубель (бел. Рубе́ль) — агрогородок в Столинском районе Брестской области Беларуси. Административный центр Рубельского сельсовета. Центр сельскохозяйственного производственного кооператива «Рубельский» (бывшего колхоза). Вторая по величине деревня в Брестской области (после Ольшан).

## География
Расположен в 10 км к юго-западу от Ольпень, в 6 км к востоку от Бережного, в 3 км к северу от Хотомель, в 18 км к северо-востоку от Столина, за 263 км — от Бреста, в 26 км — от железнодорожной станции Горынь.

## История
Первые упоминания о деревне относятся к 1458 году, когда она упоминается под названием Любра (Любер). К концу XVIII века это название превратилось в Рубля, Рубель. В XVI—XVIII веках деревня находилась в составе Пинского уезда Брестского воеводства Великого княжества Литовского. С 1793 года деревня вошла в состав Российской империи, в Хорскую волость Мозырского уезда Минской губернии. С 1921 года находилась в составе Польши, а с 1939 года — в БССР. 15 января 1940 года был образован Рубельский сельсовет.
Во время Великой Отечественной войны, в 1944 году, во время отступления немецко-фашистские захватчики убили 122 жителей и сожгли деревню (730 домов). Уцелела только церковь. Деревня Рубель увековечена в мемориальном комплексе «Хатынь» как одна из сожжённых деревень. С 1954 года в Брестской области. С 1961 года в Столинском районе.
В 2011 году деревня Рубель преобразована в агрогородок.

## Население
В 1886 году в деревне насчитывалось 450 жителей и 46 дворов, в 1897 году — 450 жителей, в 1909 году — 3259 жителей, в 1921 году — более 2800. В 1932 году зарегистрированы 4166 жителей. В 1939 году — 541 двор, где проживали 3887 человек.
Количество жителей перед началом Великой Отечественной войны составило 3688 человек, было 730 дворов.
В 1959 году насчитывалось 4668 жителей, в 1970-м — 5565 жителей, в 1999-м — 4186 жителей. По состоянию на начало 2001 года здесь проживали 4138 жителей. В 2004 году насчитывалось около 4500. В 2005 году — 4034 чел., в 2007 году — 4300 чел., в 2010 году — 4700 чел.
В 1973 году Рубель была самой большой деревней в Беларуси. Теперь вторая по величине деревня в Столинском районе и Брестской области (после Ольшан), до 2005 года — третья в Брестской области (после Ольшан и Мотоля).
Население — 3029 человек (2019).

## Инфраструктура
В агрогородке находятся отделение связи РУП «Белпочта», отделение ОАО «АСБ Беларусбанк», аптека, 7 частных магазинов, 4 государственных магазина, два универмага, кафе «Ивушка», школьная столовая, два хлебных магазина, библиотека, Дом культуры, комбинат бытового обслуживания, средняя школа, два ясли-сада, рынок, автозаправочная станция, две мельницы.
В июле 2008 года в деревне открылась амбулатория.

## Культура
- Дом культуры
- Музей

## Достопримечательности
- Возле деревни находятся курганы, поселения и могильник зарубинецкой культуры
- Церковь Святого Михаила Архангела (Рубельская Михайловская церковь). Построена в 1796 году. Один из самых ярких примеров полесской школы деревянного зодчества в стиле барокко.  Историко-культурная ценность Республики Беларусь, шифр 112Г000693.
- Успенская церковь. Построена в 1996 году
- Молитвенный дом.

### Памятник, скульптура
- В 1965 году возведён памятник землякам, погибшим в Великой Отечественной войне.

## Галерея
- Церковь, 1936 г.
- Церковь Св. Михаила Архангела